# Akasik Mountain
Der Akasik Mountain ist ein 2450 m hoher Berg mit einer Schartenhöhe von 285 m in der kanadischen Provinz British Columbia. Er liegt in den Lillooet Ranges südwestlich der Kleinstadt Lytton, in den Coast Mountains. Der nächsthöhere Berg ist der Petlushkwohap Mountain (2939 m) in etwa 6 km Entfernung.
In den Überlieferungen der Nlaka'pamux ist der Berg mit dem Skihist Mountain verknüpft, dessen Name „springen“ oder „hüpfen“ bedeutet, und sich auf einen Riesen aus der Mythologie bezieht, der zwischen den beiden Gipfeln hin- und hersprang.